# Wolfersthal
Der Weiler Wolfersthal ist ein Gemeindeteil der Stadt Berching im Landkreis Neumarkt in der Oberpfalz.

## Geschichte
1326 gehörte Wolferstahl zum Amt Holnstein. Bis 1371 gehörte das Dorf zu Konrad Frey von Eisenharzberg. Die Roßtaler erwarben mehrere Güter im Ort und ordneten sie der Hofmark Staufersbuch zu. Am 31. Mai 1828 wurde Wolfersthal von der Urpfarrei Waldkirchen zur Kuratie Pollanten umgepfarrt. 1829 hatte der Ort acht Häuser mit neun Familien und 42 Einwohner. 1875 waren es 36 Einwohner.
Am 1. Januar 1972 wurde Wolfersthal gemeinsam mit den anderen Gemeindeteilen der Gemeinde Pollanten nach Berching eingemeindet.